# Lasy (Lublin)
Pour les articles homonymes, voir Lasy.
Lasy (prononciation : [ˈlasɨ]) est un village polonais de la gmina de Kraśnik dans le powiat de Kraśnik de la voïvodie de Lublin dans l'est de la Pologne.
Le village compte approximativement une population de 314 habitants.

## Histoire
De 1975 à 1998, le village est attaché administrativement à l'ancienne Voïvodie de Lublin.

Depuis 1999, il fait partie de la nouvelle voïvodie de Lublin.